# Столяров, Игорь Юрьевич
Игорь Юрьевич Столяров (род. 6 апреля 1969 года, г. Москва) — российский топ-менеджер, бывший вице-президент ОАО «Мобильные ТелеСистемы», руководитель проекта «Игры Будущего».

## Биография
Родился 6 апреля 1969 года.

### Образование
В 1993 году окончил МГИМО МИД РФ по специальности «специалист по международным отношениям».
В том же году окончил Школу бизнеса при МГИМО МИД РФ по специальности «маркетинг, PR, международное публичное право».

### Карьера
В 1992 году начал работать в компании Coca-Cola.
Работал в компаниях Ernst & Young Vneshaudit, ОАО «Нефтяная инвестиционная компания „Никойл“», ООО «Брокерская компания „Никойл“».
В 1995 году стал коммерческим директором Duracell группы Gillette, через пять лет — территориальным директором Gillette International в СНГ и Балтии, руководил проектами компании в Мельбурне.
С мая 2004 по 2006 год Столяров занимал пост вице-президента по продажам и абонентскому обслуживанию оператора сотовой связи МТС. С его руководством связан рост финансовых показателей компании (выручка компании в 2004 году составила $1237 млн, а чистая прибыль — $304 млн) и рост абонентской базы (за этот период число абонентов превысило 50 млн и по этому показателю компания вошла в десятку крупнейших мировых операторов); в 2005 году был признан «Лучшим коммерческим директором» по версии Ассоциации менеджеров
В 2007 году Столяров был удостоен награды Правительства РФ за помощь в создании Госкорпорации «РосНаноТех».
В том же году стал старшим вице-президентом Оргкомитета «Сочи-2014», занимал данный пост до 2014 года. С 2007 по 2014 год Столяров курировал олимпийский маркетинг, коммуникации, медиа, образовательные, культурные, экологические программы и др..
В 2014—2015 годах исполнял обязанности полномочного представителя компании lnfront Media AG на территории Российской Федерации. В последующие годы работал генеральным директором Eventica sport.; занимал пост генерального директора СРС Group.
С 2019 по 2022 год являлся членом правления букмекерской компании БК «Лига ставок». В 2020 году вошел в Топ-100 рейтинга руководителей в сфере спортивного бизнеса и управления спортивными проектами в России
Выступил одним из инициаторов и возглавил проект «Игры Будущего» — международный мультиспортивный турнир в концепции фиджитал.
Игорь Столяров занимается преподавательской деятельностью, преподает маркетинг, брендинг, экономику спортивных активов в АНХ, РМОУ, МГИМО, РГГУ.

## Увлечения
Увлекается путешествиями, планирует объехать все страны мира. В разное время занимался греблей на каноэ, каратэ синдо-рю, бегом, пауэрлифтингом, альпинизмом, самолетным спортом, дзюдо и др. Любимый вид спорта — волейбол.

## Награды
- Памятная медаль и грамота Президента РФ[1]
- Благодарность Международного олимпийского комитета за подготовку к Олимпиаде[1]
- Благодарность Олимпийского комитета России за подготовку к Олимпиаде[1]